# Leioproctus perezi
Leioproctus perezi är en biart som beskrevs av Toro 1970. Leioproctus perezi ingår i släktet Leioproctus och familjen korttungebin. Inga underarter finns listade i Catalogue of Life.